# Opera Leśna
La Opera Leśna (literalmente, «Ópera del Bosque» en polaco; en alemán: Die Waldoper) es un anfiteatro a cielo abierto ubicado en la ciudad de Sopot (Polonia). Puede albergar 4400 asientos, mientras que el foso de orquesta tiene capacidad para hasta 110 músicos.

## Historia
El anfiteatro fue construido en 1909, cuando la localidad pertenecía a Alemania, y se utilizaba para albergar numerosos espectáculos, como festivales musicales y representaciones de ópera. Tras la Primera Guerra Mundial y hasta casi el final de la Segunda, albergó festivales operísticos (Zoppot Festspiele) y Sopot fue reconocida por Europa y apodada la Bayreuth del Norte. En aquella época, cada año se representaban mayoritariamente óperas y dramas musicales de Wagner.
Concluida la Segunda Guerra Mundial, la Ópera Estatal del Báltico hizo cada año algunas representaciones en la Opera Leśna entre 1962 y 1977 (Aida en 1962, Halka en 1964, El barón gitano en 1965, El lago de los cisnes en 1968, El murciélago en 1977), y de forma esporádica fuera de este periodo (Tannhäuser in 2000).
Todos los años, desde 1964 (con algunas excepciones a principios de los ochenta), el Festival Internacional de la Canción de Sopot, tiene lugar en la Opera Leśna. Se trata de un festival organizado por el Ministerio de Cultura y Arte en cooperación con la Agencia Artística de Polonia (PAGART). En los primeros años, era un evento retransmitido a los países del bloque del Este por televisión. A partir de 1994, la televisión pública polaca es la productora del festival.
Entre otras agrupaciones, el 28 de junio de 2001, la Orquesta Filarmónica de Múnich, bajo la batuta de James Levine, dio un concierto en la Opera Leśna.
Hubo una iniciativa de reactivar el Festival Internacional de Wagner en Sopot con ocasión del centenario de la construcción de la Opera Leśna, el 20 de julio de 2009, con una única representación de El oro del Rin, dirigida por Jan Latham-Konig, por primera vez desde finales de los años 30.

## Representaciones enZoppot Festspiele
- 1921 Fidelio
- 1922 Sigfrido
- 1924 La valquiria
- 1925 Tannhäuser
- 1926 Lohengrin
- 1927 El ocaso de los dioses
- 1928 Parsifal

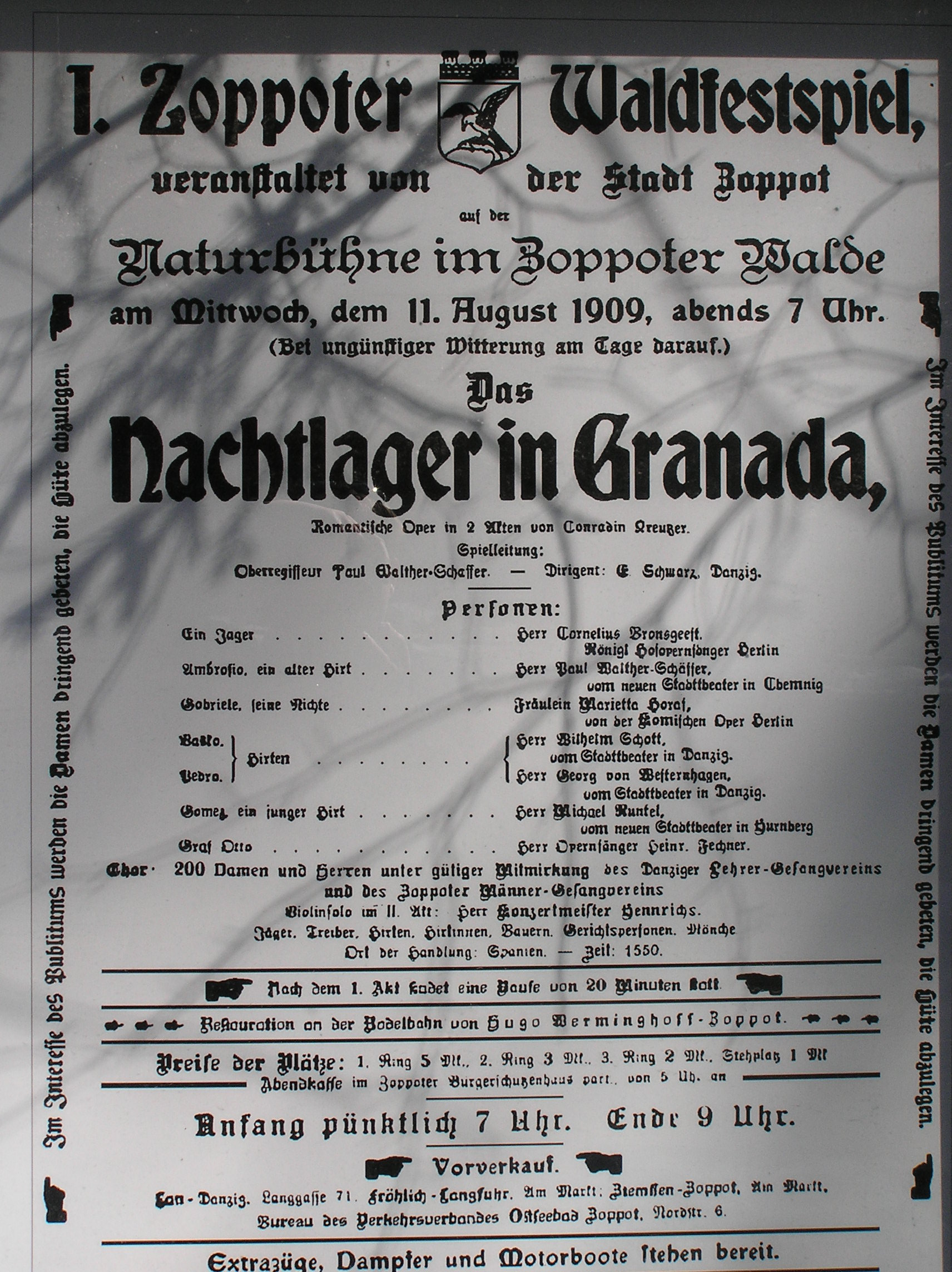
Cartel del primer Zoppot Waldfestspiele, en 1909.

- 1929 Los maestros cantores de Núremberg
- 1931 El anillo del nibelungo (el ciclo sin El oro del Rin)
- 1932 Lohengrin
- 1933 Tannhäuser
- 1934 Los maestros cantores de Núremberg y La valquiria
- 1935 Los maestros cantores de Núremberg y Rienzi
- 1936 Parsifal y Rienzi
- 1937 Parsifal y Lohengrin
- 1938 Lohengrin y El anillo del nibelungo (ciclo completo)
- 1939 Tannhäuser y El anillo del nibelungo (ciclo completo)
- 1940 Tannhäuser y El holandés errante
- 1941 Los maestros cantores de Núremberg
- 1942 Los maestros cantores de Núremberg y Sigfrido
- 1944 Sigfrido